# Route des cols

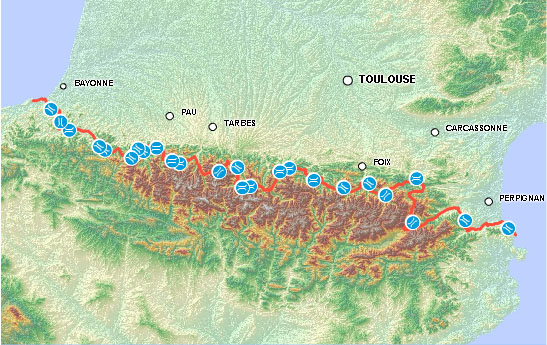
Le tracé de la route des cols sur la carte du massif des Pyrénées.

La route des cols est un itinéraire touristique traversant les Pyrénées de l'océan Atlantique à la mer Méditerranée en passant par 34 cols de montagne remarquables, dispersés sur l'ensemble des 6 départements français des Pyrénées. Ainsi, de col en col, vallée après vallée, la route permet de découvrir par un itinéraire de montagne de nombreux paysages panoramiques des Pyrénées.

## Histoire
La route des cols est l'appellation récente de la route thermale des Pyrénées entamée sous Napoléon III. La route thermale était déjà une route à vocation touristique, créée à une époque où les « villes d'eaux », alors très à la mode, attiraient une clientèle aisée.

## Géographie

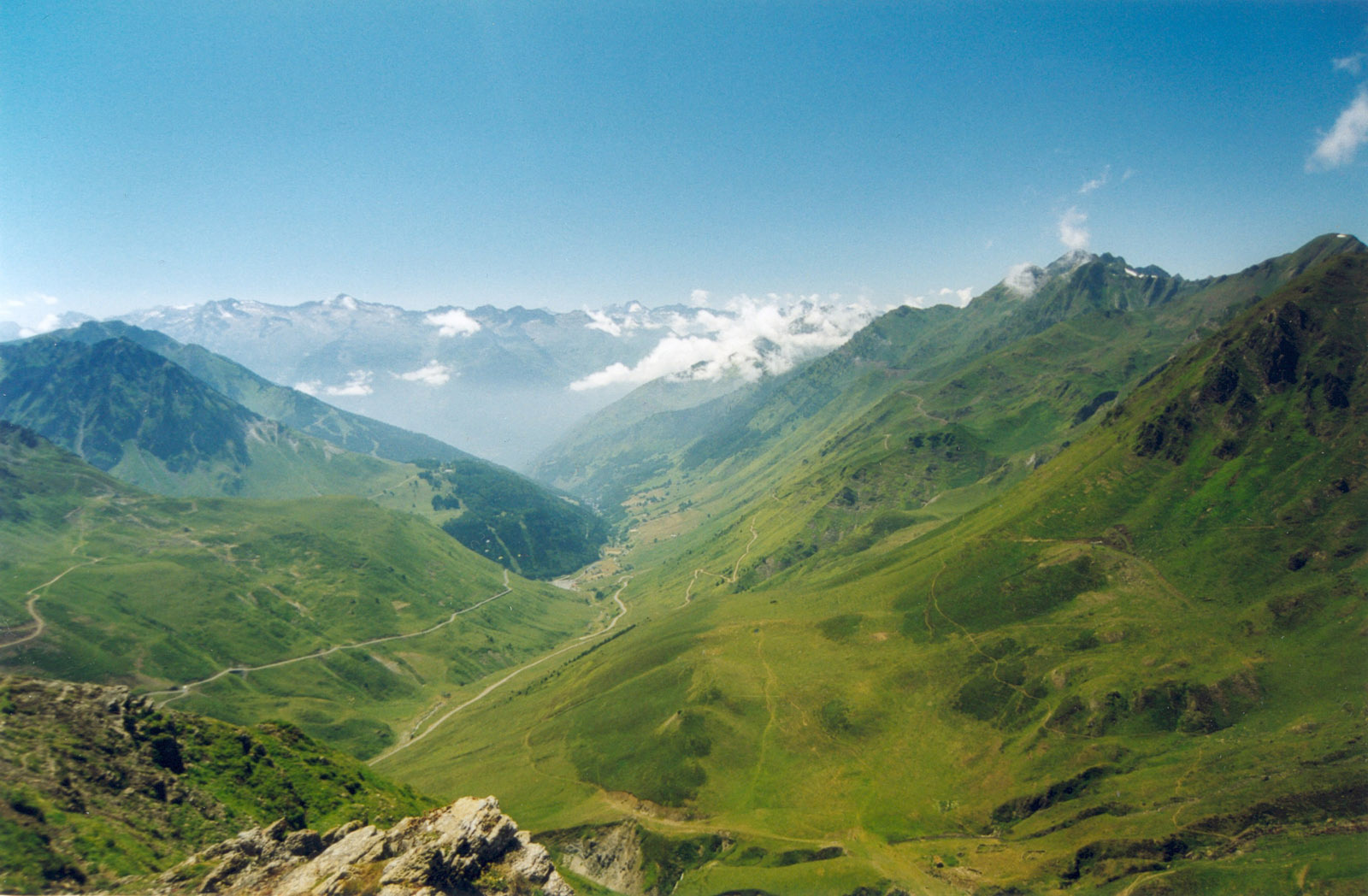
Exemple de panorama pittoresque depuis le col du Tourmalet.

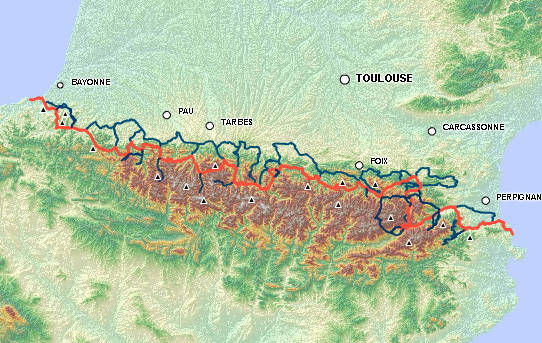
Carte des boucles à la journée pour la route des cols des Pyrénées.

Les cols franchis lors de l’itinéraire principal d'ouest en est sont :
- Col de Saint-Ignace
- Col d'Otxondo
- Col d'Ispéguy
- Col de Burdincurutcheta
- Col Bagargui
- Col du Soudet
- Col de Labays
- Col d'Ichère
- Col de Marie-Blanque
- Col d'Aubisque
- Col du Soulor
- Col du Tourmalet
- Col d'Aspin
- Col d'Azet
- Col de Peyresourde
- Col du Portillon
- Col de Menté
- Col de Portet-d'Aspet
- Col de la Core
- Col de Latrape
- Col d'Agnes
- Port de Lers
- Pas de Soulombrie
- Col du Chioula
- Col de Marmare
- Col des Sept Frères
- Col de Coudons
- Col du Portel
- Col de la Quillane
- Col de la Perche
- Col de Fourtou
- Col de Xatard
- Col de Ternère
- Col de Mollo

De part et d'autre de l'itinéraire de la route des cols, existent des boucles à la journée permettant d'approfondir la découverte des territoires montagnards.